# Ameivula cipoensis
Espèce
Ameivula cipoensis est une espèce de sauriens de la famille des Teiidae.

## Répartition
Cette espèce est endémique du Minas Gerais au Brésil. Elle se rencontre dans la Serra do Cipó.

## Étymologie
Son nom d'espèce, composé de cipo et du suffixe latin -ensis, « qui vit dans, qui habite », lui a été donné en référence au lieu de sa découverte, la Serra do Cipó.

## Publication originale
- Arias, Carvalho, Zaher & Rodrigues, 2014 : A New Species of Ameivula (Squamata, Teiidae) from Southern Espinhaço Mountain Range, Brazil. Copeia, vol. 2014, no 1, p. 95–105.